# Клоп-землекоп двухцветный
Клоп-землекоп двухцветный (лат. Tritomegas bicolor) — вид земляных щитников. Встречается в Европе, Северной Африке и Центральной Азии.
Тело длиной 5—7 мм, чёрного цвета с белыми пятнами по краям переднеспинки, с белыми задними крыльями и чёрными усиками.
Начиная с мая, самки начинают откладывать яйца. Для этого они делают норы, в которые кладут яйца кучками по 40—50 штук. Самки проявляют родительскую заботу, охраняя яйца и перемещая их иногда при помощи хоботка. Затем личинки мигрируют под руководством материнской особи до яснотки, где сосут соки растения около шести недель. Взрослые насекомые живут весной на цветущих деревьях (фруктовые деревья), а летом в травянистом слое на яснотке, чесночнице черешчатой, чистеце и других яснотковых. Также частично они живут в земле и сосут у корней своих растений-хозяев. Взрослые насекомые зимуют в земле или под мхом, листьями и камнями. Если их беспокоят, они издают щебет трением задних крыльев о брюшко. Звуки, производимые таким образом, не слышны для человека.